# Piercia scotosiata
Piercia scotosiata là một loài bướm đêm trong họ Geometridae.